# Mesulão
Na Bíblia, aparecem referências a 21 personagens com este nome. O nome em si, de origem hebraica, tem o significa traduzido "fazer paz; compensar; retribuir".
Uma das personagens Mesulão era avô ou antepassado de Safã, secretário do Rei Josias.